# 小笠原唯志
小笠原 唯志（おがさはら ただし、1969年9月12日 - ）は、京都府宇治市出身のサッカー指導者。JFA公認S級ライセンス所持。

## 来歴
小学4年生の時にサッカーを始める。大学2年時から地元の中学校で指導を始め、大学卒業後は会社に勤務しながら出身小学校で指導を続ける。25歳の時に会社を退職し、本格的に指導者として活動するようになる。
2000年から7年間JFL・佐川印刷SCにコーチとして在籍し、2007年から2008年まではJリーグ・湘南ベルマーレのコーチを務める。
2009年、徳島ヴォルティスのヘッドコーチに就任。2012年、契約満了に伴い徳島を退団。
2014年、JFA公認S級ライセンスを取得。
2017年、AC長野パルセイロの強化ダイレクターに就任。2019年、レディースチームのヘッドコーチに就任した。2020年、ヘッドコーチを退任しアカデミーダイレクターに就任した。2021年、アカデミーダイレクターを退任し監督に就任した。2022年5月27日、AC長野パルセイロ・レディースの監督を退任。
2024年2月8日、テクニカルダイレクターを務めていたノジマステラ神奈川相模原の監督代行に2023-24シーズン途中から就任し、翌2024-25シーズンは正式に監督に就任した。

## 指導歴
- 1993年 - 1994年 巨椋ボンバーズジュニア コーチ（U-12京都府トレセンコーチ、U-12関西トレセンコーチ）
- 1995年 - 2004年 宇治FCジュニアユース 監督（U-14京都府トレセンコーチ、U-14関西トレセンコーチ）
- 2000年 - 2006年 佐川印刷SC コーチ
- 2007年 - 2008年 湘南ベルマーレ コーチ
- 2009年 - 2012年 徳島ヴォルティス ヘッドコーチ
- 2013年 - 2016年 京都産業大学 ヘッドコーチ
- 2017年 - 2023年 AC長野パルセイロ
  - 2017年 - 2018年 強化ダイレクター[5]
  - 2019年 AC長野パルセイロ・レディース ヘッドコーチ兼強化担当[7]
  - 2020年 アカデミーダイレクター兼レディースチーム強化担当[7]
  - 2021年 - 2022年 AC長野パルセイロ・レディース 監督[8][9]
  - 2022年 - 2023年 アカデミーダイレクター兼レディースチーム強化担当[12][13]
- 2023年 - 現在 ノジマステラ神奈川相模原
  - 2023年 - 2024年 テクニカルダイレクター[14]
  - 2024年 テクニカルダイレクター兼監督代行[10]
  - 2024年 - 現在 監督[11]